# شيخبيزين
شيخبيزين (بالكردية: شێخ بزه‌ینی، Şêxbizin أو شێخ بزنی، Şêxbizinî‏) هي قبيلة كردية تتركز بالقرب من كوي سنجق في كردستان العراق، مع مجتمعات أصغر منتشرة في جميع أنحاء تركيا. في حين أن القبيلة تتحدث اللهجة السورانية الكردية في إقليم كردستان، تحتفظ القبيلة في كردستان تركيا بلهجتهم القبلية الفرعية من لكي المسماة شيخبيزيني أو كيرمانجكيمان. كما إن الكثيرين في تركيا يعرفون التركية فقط بسبب سياسات الاستيعاب التركية.
العديد من كرد شيخبيزين كانوا من البيشمركة وقاتلوا مع الزعيم الكردي مصطفى البارزاني خلال النزاع العراقي الكردي.

## التسمية
يعتقد أن اسم القبيلة مركب من كلمتين «شيخ» و«بازان». بازان اسم المنطقة القريبة من السليمانية حيث تم نفيهم قبل أن ينتقلوا إلى الأناضول بعد عقود. يظهر الاسم في تهجئات مختلفة في الوثائق العثمانية.